# فرهاد بیگ چرکس
فرهاد بیگ چرکس (مرگ در ۱۶۱۴) یکی از بزرگان چرکس دربار شاه عباس صفوی (ح. ۱۵۸۸–۱۶۲۹) بود. او که از مقام غلم بالاتر رفته بود، از موقعیت بالایی در دربار سلطنتی برخوردار بود، تا اینکه پس از یک دسیسه درباری در سال ۱۶۱۴ اعدام شد.